# Pachysylvia
A Pachysylvia a madarak osztályának verébalakúak (Passeriformes) rendjébe és a lombgébicsfélék (Vireonidae) családjába tartozó nem.
Egyes szervezetek a Hylophilus  nembe sorolják ezeket a fajokat is.

## Rendszerezésük
A nemet Charles Lucien Jules Laurent Bonaparte francia ornitológus írta le 1850-ben, az alábbi fajok tartoznak ide:
- Pachysylvia aurantiifrons
- Pachysylvia hypoxantha
- Pachysylvia muscicapina
- Pachysylvia semibrunnea
- szürkefejű füzikelombgébics (Pachysylvia decurtata)

## Előfordulásuk
Mexikó, Közép-Amerika és Dél-Amerika területén honosak. Természetes élőhelye a szubtrópusi vagy trópusi síkvidéki és hegyi esőerdők, erdők és cserjések, valamint emberi környezet. Állandó, nem vonuló fajok.

## Megjelenésük
Testhosszuk 11-13 centiméter körüli.